# Văn hóa Thái Lan

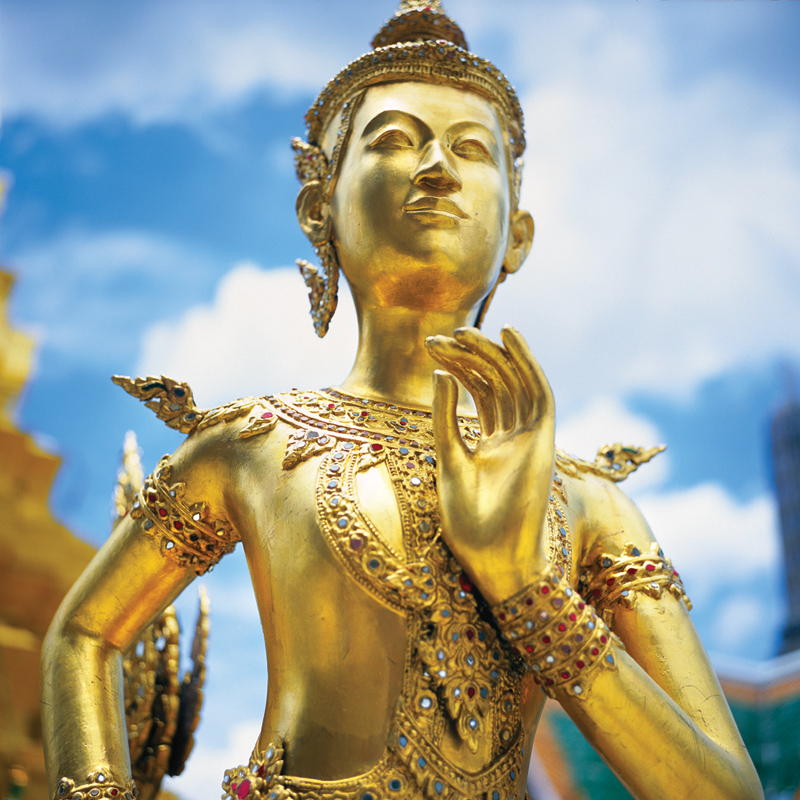
Tượng thần Khẩn Na La huyền thoại tại chùa Phra Kaew (chùa Phật Ngọc), Băng Cốc

Văn hóa Thái Lan là một khái niệm bao hàm những niềm tin và các đặc trưng văn hóa trên vùng đất mà ngày nay được biết đến như là đất nước Thái Lan hiện đại. Người Thái Lan không hề chỉ là một sắc tộc Thái di cư từ Trung Quốc xuống và định cư tại Đông Nam Á, người Thái Lan hiện nay là tập hợp các dân tộc cùng chung sống trên đất Thái từ xa xưa, do họ đã bị Đế Chế Khmer đồng hoá nên văn hóa tổ tiên gốc của họ dường như đã biến mất hoàn toàn,văn hóa Thái Lan ngày nay là sự pha trộn giữa các văn hóa đến từ Ấn Độ,Trung Quốc,Lào,Myanmar đặc biệt là từ văn hoá Khmer tức Campuchia hiện nay.

## Nghệ thuật

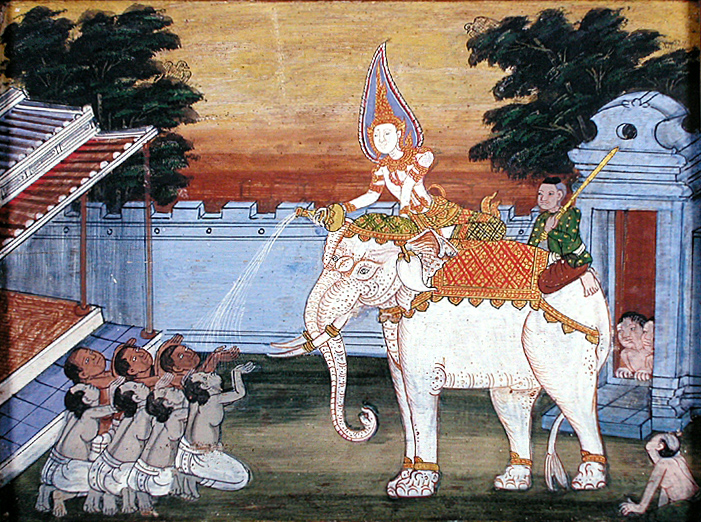
Minh họa về voi trắng thế kỷ XIX

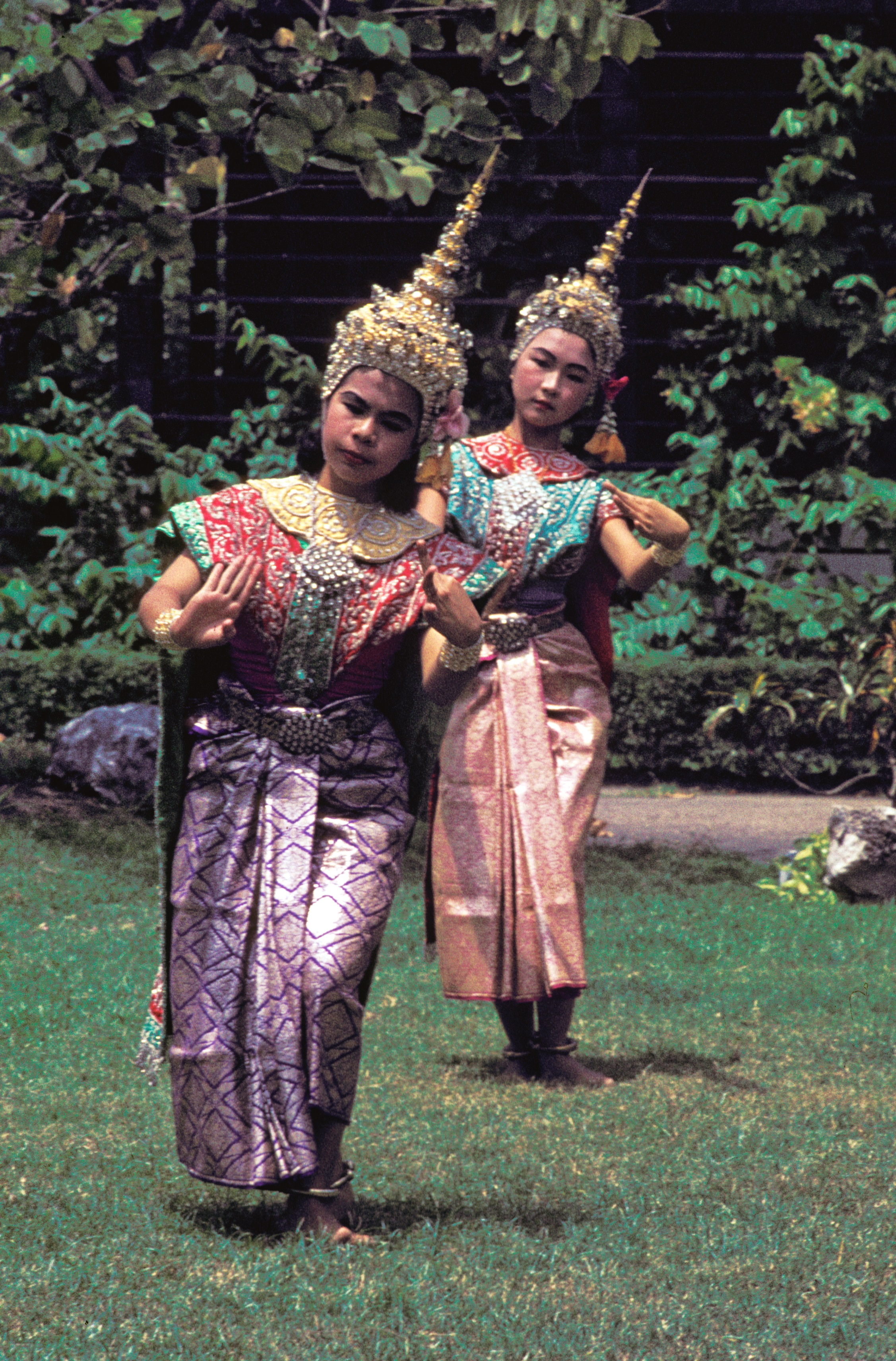
Múa cung đình

Nghệ thuật của người Thái chịu ảnh hưởng lớn từ nghệ thuật của cư dân đồng bằng sông Chao Phraya bản địa ( thuộc Mon-Khmer) mà chính một phần của họ nằm trong người Thái hiện đại, chủ yếu có đề tài Phật giáo. Hình ảnh đức Phật được miêu tả với nhiều trường phái đặc trưng khác nhau qua nhiều thời kỳ. Kiến trúc và nghệ thuật điêu khắc đền chùa Thái cũng chịu ảnh hưởng từ nhiều nguồn, trong đó có ảnh hưởng từ kiến trúc cư dân bản địa thời Dvaravati và kiến trúc nền văn hóa Khom (ขอม). Nghệ thuật Thái hiện đại là sự pha trộn giữa các yếu tố truyền thống và kỹ thuật hiện đại.
Về văn học Thái Lan, những truyện thơ( văn học viết) và truyện dân gian có những thành tựu với những sắc thái riêng biệt. Căn cứ vào quy luật phát triển của sáng tác dân gian và sự thực tiễn tồn tại những mảnh vụn thần thoại, các nhà nghiên cứu văn học dân gian Thái Lan đã nói đến sự tồn tại của các thể loại sử thi (ví dụ như Ramakien) ,truyền thuyết Mekhala và sử thi Ramasoon (tiếng Thái: มณีเมขลา,.., và thực tế đã sưu tầm, phát hiện được; ví dụ như truyện thơ kinh điển Khun Chang Khun Phaen (tiếng Thái: ขุนช้างขุนแผน, hay tác phẩm truyện thơLilit Phra Lo  (tiếng Thái: ลิลิตพระลอ) là tập truyện thơ Thái kể về nhân vật chính Phra Lo
Thái Lan có các loại hình nghệ thuật trình diễn truyền thống đa dạng nhưng nổi bật nhất là kịch múa Khổn truyền thống 

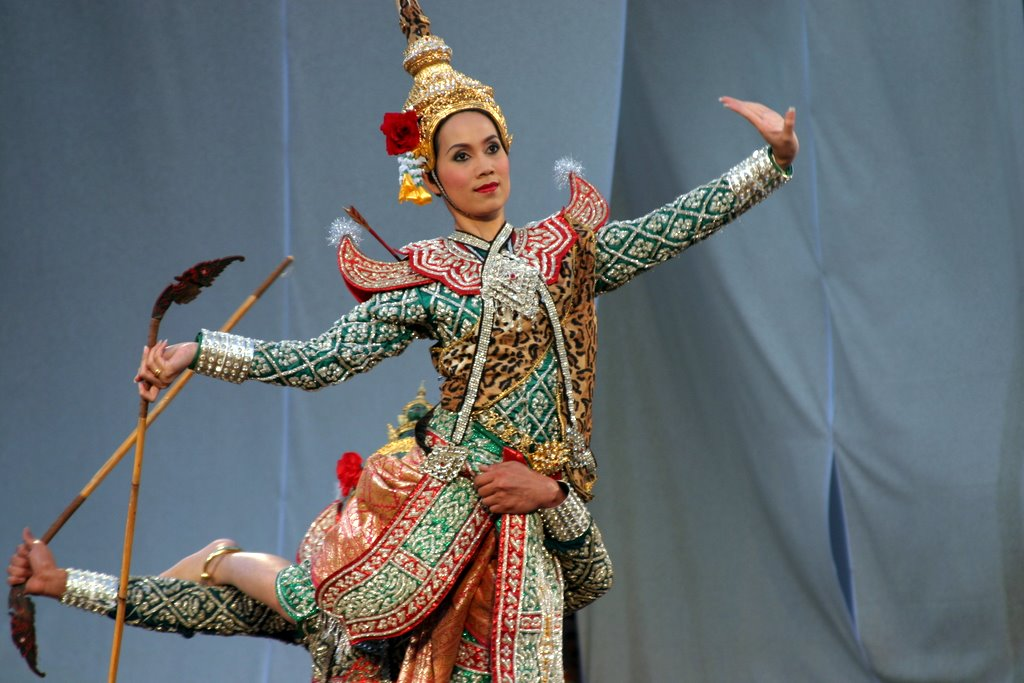
Múa Khon

Nhiều điệu múa dân gian hay cung đình Thái đã được trình diễn trên sân khấu trong và ngoài nước, hấp dẫn đông đảo khán giả, trong đó có thể nói tới như   múa mặt nạ Khon, Lakhon và Likay- 
Khon đòi hỏi kỹ năng phức tạp nhất, nhưng Likay lại được yêu thích nhất; múa sạp Lao Kra Top Mai thịnh hành ở vùng nông thôn Thái Lan. Kịch Nang, một loại rối bóng Thái được trình diễn tại miền Nam. Ngoài ra còn có điệu múa Ramwong (tiếng Thái: รำวง; RTGS: ram wong), phát âm [rām.wōŋ]).
Âm nhạc Thái Lan bao gồm các truyền thống nhạc dân gian và cổ điển cũng như là nhạc pop. Phim truyền hình cũng như phim điện ảnh Thái Lan có kinh phí đầu tư lớn, được mong đợi cao sẽ phát sóng vào khung giờ tối, trong khi đó những phim ít nổi bật hơn sẽ được chiếu vào khoảng chiều tối từ 17:00–18:00 giờ. Các bộ phim chủ yếu phát sóng khung giờ tối và khung giờ vàng qua các kênh CH7, CH3, OneHD (tiền thân là CH5), CH9, CH8, GMM 25,... Điện ảnh Thái Lan lần đầu tiên hợp tác với Việt Nam vào năm 1988 với bộ phim điện ảnh Tình xa do Trung Hiếu viết kịch bản và đạo diễn, diễn viên Việt Nam Lê Vân và diễn viên Hồng Kông Ngụy Thu Hoa đóng chính. Năm 2003, truyền hình hai nước tiếp tục hợp tác với với bộ phim Tình xa, gây nhiều tiếng vang lớn. Làn sóng nhạc Thái tại Việt Nam nhũng năm thập niên 90 gây ấn tượng mạnh như nhóm 2 chị em người Thái gốc Hoa China Dolls, Bird Thongchai, Katreeya English,... hay những năm gần đây nổi tiếng nhất là nhóm BNK48 (nhóm chị em nước ngoài thứ 3 của AKB48), CGM48 (nhóm chị em nước ngoài thứ 7 của AKB48 và là nhóm chị em đầu tiên của BNK48 ở Thái Lan)  hay thành viên Lisa của nhóm nhạc đình đám Hàn Quốc Blackpink.

## Tôn giáo

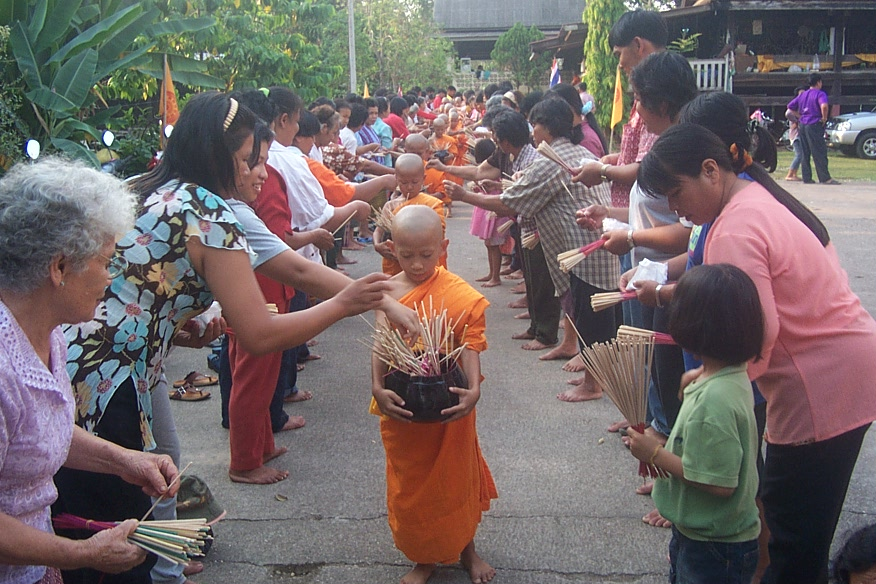
Các nhà sư trẻ đi khất thực đang nhận các nén hương

Tôn giáo chủ yếu ở Thái Lan là Phật Giáo, người Thái tiếp thu Phật Giáo thông qua người Môn và Khmer từ khoảng thế kỉ thứ 6. Gần 94% người Thái theo đạo Phật Nam Truyền (bao gồm các phái Thiền Lâm Thái Lan, Dhammayuttika Nikaya và Santi Asoke). Một nhóm nhỏ người Thái Lan (5%) theo đạo Hồi, 0.7% dân số theo đạo Thiên Chúa. Ngoài ra, còn có các tôn giáo khác.
Phật giáo Nam Tông ở Thái Lan được sự hậu thuẫn và quan tâm lớn từ Chính phủ. Các nhà sư được hưởng nhiều lợi ích do Chính phủ mang lại, ví dụ như được sử dụng các phương tiện giao thông công cộng miễn phí.
Phật giáo ở Thái Lan bị ảnh hưởng lớn bởi các niềm tin truyền thống về tổ tiên và các vị thần tự nhiên; các niềm tin này đã được đưa vào vũ trụ luận Phật giáo. Hầu hết người Thái xây một miếu thờ nhỏ trong nhà, là một ngôi nhà gỗ nhỏ nơi mà họ tin rằng là chỗ trú ngụ của các vị thần linh. Người Thái dâng thức ăn và nước uống cho các vị thần này để cho các thần hài lòng. Nếu các vị thần không hài lòng, thần sẽ đi ra ngoài miếu thờ và trú ngụ trong nhà của gia chủ và quấy nhiễu. Những miếu thờ này cũng được dựng lên ven đường ở Thái Lan, nơi mà công chúng thường xuyên dâng lễ vật lên các vị thần.
Trước khi Phật giáo Nam Tông phát triển, Bà-la-môn Giáo Ấn Độ và Phật giáo Phát triển đã hiện diện. Ngày nay, ảnh hưởng từ hai truyền thống này vẫn còn rõ nét. Các chùa Bà-la-môn đóng một vai trò quan trọng đối với tôn giáo dân gian Thái, và các ảnh hưởng từ Phật giáo Đại Thừa vẫn còn được phản ánh trong các hình tượng, ví dụ như Quán Thế Âm, một hình dạng của Bồ Tát Quán Thế Âm, người thỉnh thoảng vẫn được xem là biểu tượng Thái Lan.

## Ẩm thực

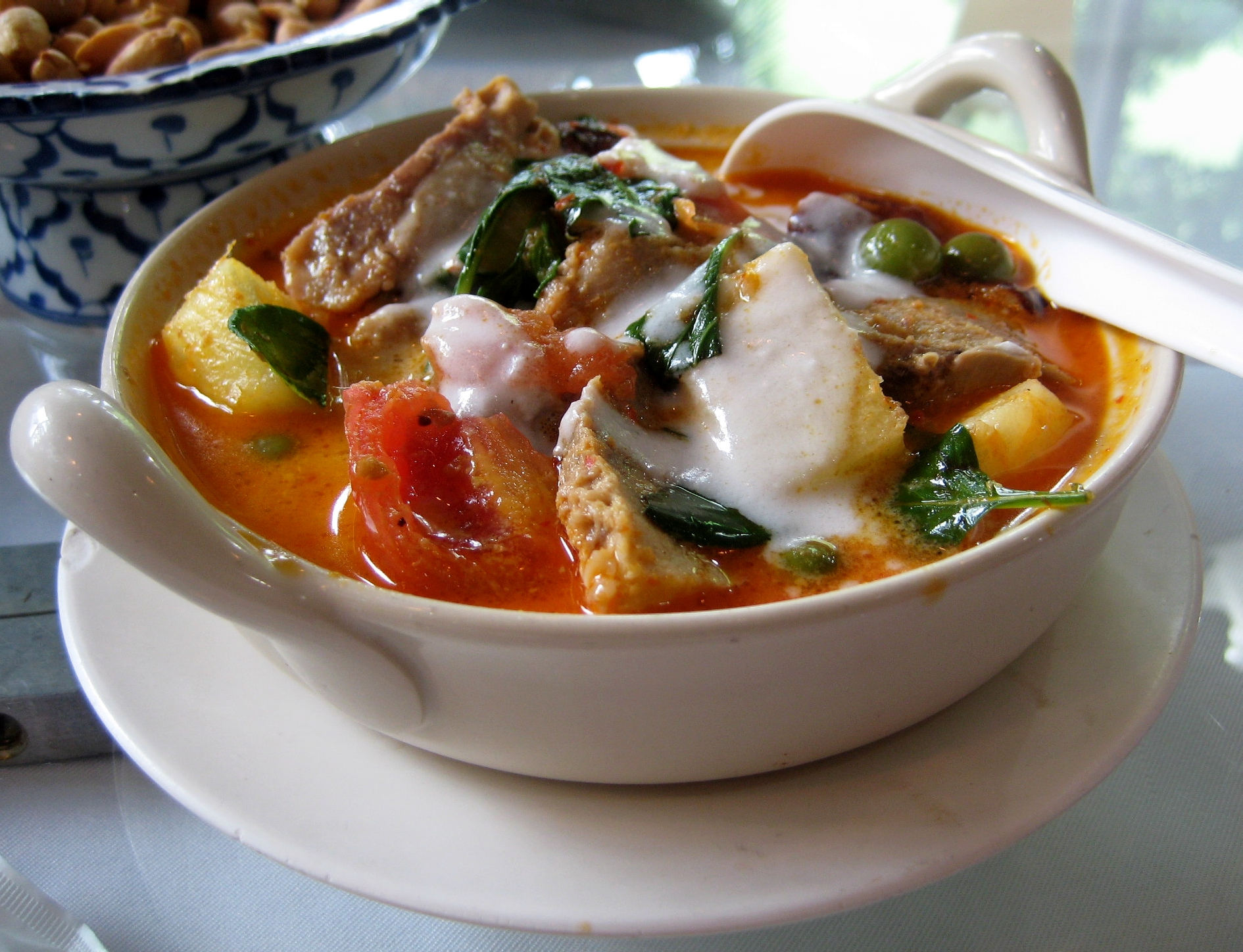
Kaeng phet pet yang: vịt nướng nấu cà ri đỏ

Ẩm thực Thái Lan nổi tiếng với sự kết hợp của 4 vị cơ bản: 
- ngọt (ngọt đường hoặc trái cây)
- cay ớt
- chua chanh hoặc chua me
- mặn (từ nước mắm, nước tương)

Hầu hết các món ăn Thái cố gắng kết hợp hầu hết, hoặc là tất cả các vị trên. Các món ăn Thái, để cho đủ vị, còn được gia thêm thảo mộc, gia vị và trái cây, gồm có: ớt sừng, riềng, tỏi, lá chanh Kafirr, húng Thái, chanh ta, sả, ngò rí, tiêu, nghệ và hành tím.

## Thể thao
Môn thể thao đồng đội nổi tiếng nhất ở Thái Lan là bóng đá. Tuy nhiên, giải chuyên nghiệp toàn quốc Thai League và Pro League mới chỉ ở trình độ khởi đầu. Giải bóng đá ngoại hạng Anh có rất nhiều người theo dõi. Muay Thái (đánh bốc Thái) có lẽ là môn thể thao được nhiều người dự khán nhất. Môn thể thao dân tộc chính là cầu mây, một môn tương tự như bóng chuyền nhưng được chơi bằng chân với một quả cầu mây nhẹ. Có rất nhiều biến thể của môn thể thao này với nhiều luật chơi khác nhau.
Ngoài ra, còn có cuộc thi đua thuyền thiên nga nơi mà các làng tranh tài với nhau theo đội. Cuộc đua có mời đội quốc tế tham dự thường được tổ chức vào tháng 11.
Trò chơi lăn trứng cũng được ưa thích trong thời gian nông nhàn, nhưng nạn đói và tình trạng thiếu hụt trứng và giữa thế kỷ trước đã khiến cho trò chơi này gần như biến mất tại các vùng nông thôn nơi mà các truyền thống vẫn còn rất sống động.

## Phong tục
Do ảnh hưởng văn hóa lâu dài từ người Môn và Khmer nên người Thái cũng có những đặc trưng giống với các nước lân cận. Điển hình của phong tục Thái là vái (tiếng Thái: wai).Cử chỉ này được sử dụng khi gặp mặt, chia tay hoặc xác nhận, với nhiều dạng khác nhau phụ thuộc và vị trí xã hội của người đó, nhưng nhìn chung, thường là cử chỉ giống như đang lễ với hai tay chắp lại và đầu cúi xuống.
Sự thể hiện tình cảm nơi công cộng thường là giữa bạn bè, nhưng rất hiếm khi xảy ra giữa các đôi lứa đang yêu. Do đó, thường thấy bạn bè nắm tay nhau, nhưng các cặp đôi rất ít khi làm thế trừ phi đang ở những nơi Tây hóa.

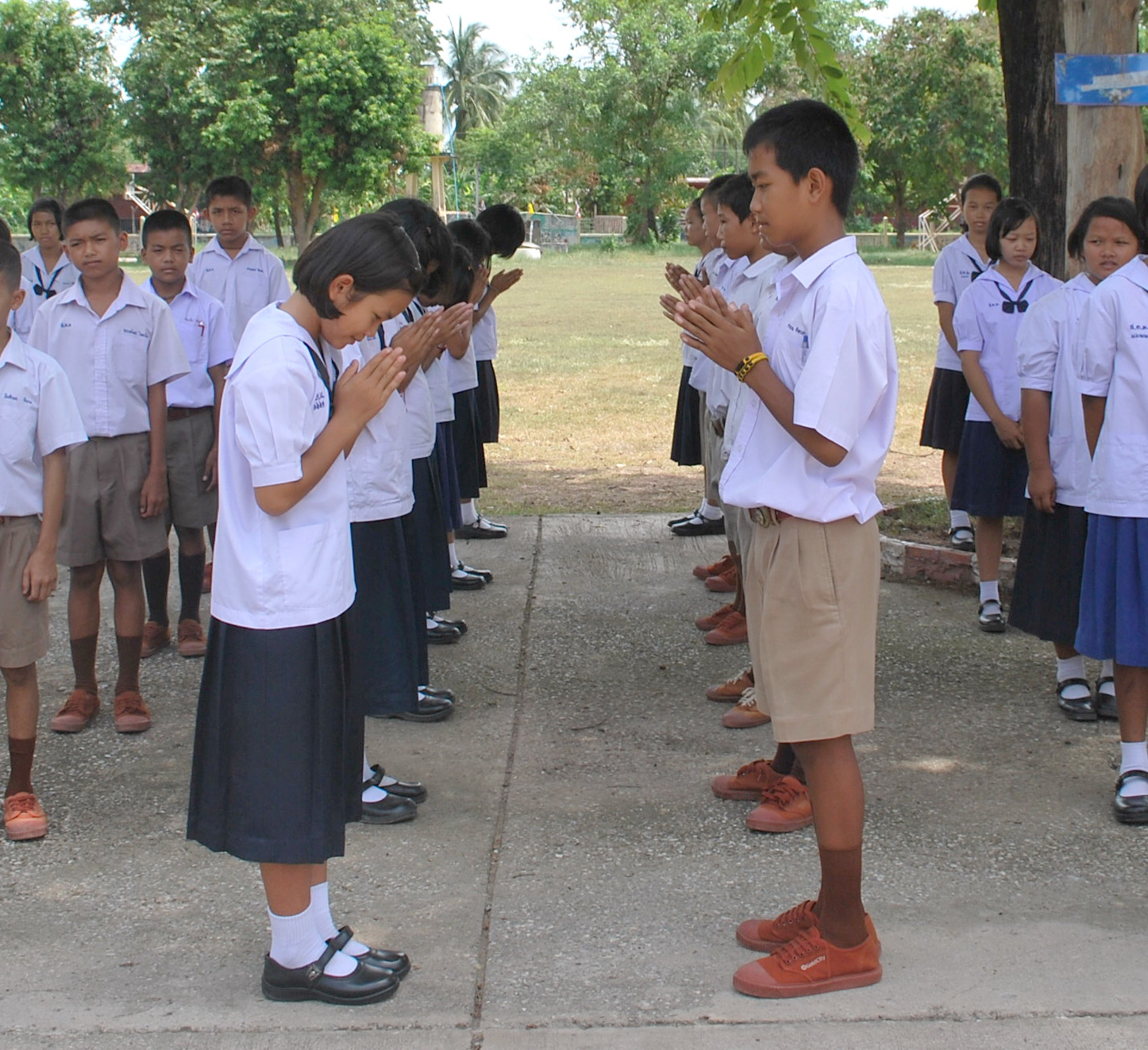
Cách chào Wai của Thái Lan, thường là đi kèm với từ sawatdi (RTGS của สวัสดี)

Chuẩn mực xã hội Thái cho rằng sờ vào đầu một ai đó là vô lễ. Cũng là mất lịch sự khi đặt chân cao hơn đầu ai đó, đặc biệt nếu người đó có địa vị xã hội cao hơn. Đó là bởi vì người Thái cho rằng chân là bộ phận dơ bẩn và thấp kém nhất trên cơ thể, còn đầu là bộ phận cao nhất và đáng kính nhất. Nguyên tắc này cũng ảnh hưởng đến cách người Thái ngồi trên sàn- chân của họ để vào trong hay ra đằng sau mà không chĩa vào người đối diện. Chĩa vào hay chạm vào bất cứ cái gì bằng chân đều bị xem là mất lịch sự.
Trong cuộc sống hàng ngày ở Thái, mọi người thường chú ý giữ cho cuộc sống được vui vẻ (khái niệm này gọi là sanuk). Vì quan niệm này, người Thái rất thoải mái ở nơi làm việc mà trong các hoạt động hàng ngày. Thể hiện cảm xúc tích cực trong các tương tác xã hội cũng rất quan trọng trong văn hóa Thái, quan trọng như là việc Thái Lan được biết đến như "Đất nước của những nụ cười".
Cãi vả hay thể hiện sự tức giận là một điều kiêng cữ trong văn hóa Thái, và, cũng như các nền văn hóa châu Á khác, cảm xúc trên khuôn mặt là cực kỳ quan trọng. Vì lý do này, du khách cần đặc biệt chú ý tránh tạo ra các xung đột, thể hiện sự giận dữ hay khiến cho một người Thái đổi nét mặt. Sự không đồng tình hoặc các cuộc tranh chấp nên được giải quyết bằng nụ cười và không nên cố trách mắng đối phương.
Thường thì, người Thái giải quyết sự bất đồng, các lỗi nhỏ hay sự xui xẻo bằng cách nói "Mai pen rai", nghĩa là "Không có gì đâu mà". Việc sử dụng phổ biến thành ngữ này ở Thái Lan thể hiện tính hữu ích của nó với vai trò một cách thức giảm thiểu các xung đột, các mối bất hòa và than phiền; khi một người nói "mai pen rai" thì hầu như có nghĩa là sự việc không hề quan trọng, và do đó, có thể coi là không có sự va chạm nào và không làm ai đổi nét mặt cả.

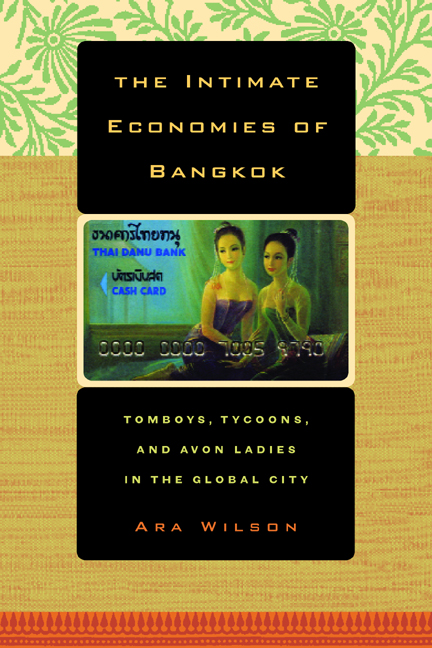
Ara Wilson thảo luận về phong tục Thái, gồm có bun khun trong cuốn sách Nền kinh tế dựa trên sự quen biết ở Băng Cốc

Một phong tục Thái khác là bun khun, là sự mang ơn các đấng sinh thành, cũng như là những người giám hộ, thầy cô giáo và những người có công dưỡng dục chăm sóc mình. Phong tục này gồm những tình cảm và hành động trong các mối quan hệ có qua có lại..
Ngoài ra, giẫm lên đồng bạt Thái cũng là cực kỳ vô lễ vì hình ảnh đầu của quốc Vương có xuất hiện trên tiền xu Thái. Khi ngồi trong các ngôi đền chùa, mọi người nên tránh chĩa chân vào các tranh ảnh, tượng đức Phật. Các miếu thờ trong nơi ở của người Thái được xây sao cho chân không chĩa thẳng vào các biểu tượng thờ tự- ví dụ như không đặt miếu thờ đối với giường ngủ nếu nhà quá nhỏ, không có chỗ khác để đặt miếu.
Cởi giày dép trước khi vào nhà hay vào những nơi linh thiêng ở các đền chùa cũng là một phong tục, và cũng không được giẫm lên bậc cửa.
Có một số phong tục ở Thái liên quan đến địa vị đặc biệt của các nhà sư trong xã hội Thái. Theo kỷ luật tôn giáo, các nhà sư bị cấm có bất cứ một tiếp xúc cơ thể nào với nữ giới. Phụ nữ, do đó, phải đứng xa khi sư đi qua để chắc rằng các tiếp xúc dù vô ý cũng không thể xảy ra. Một loạt các phương cách vẫn được thực hiện để tránh xảy ra mọi sự tiếp xúc dù vô tình (hay thậm chí chỉ là các hành vi có vẻ như là tiếp xúc) giữa giới nữ và các nhà sư. Khi phụ nữ dâng lễ cho nhà sư, họ phải đặt đồ lễ dưới chân của sự hoặc trên một tấm vải trải trên sàn hay trên bàn. Các nhà sư ban phúc lành cho phụ nữ bằng một số loại bột hoặc cao được chấm vào đầu nến hoặc đầu đũa. Mọi người phải ngồi hoặc đứng với đầu thấp hơn đầu nhà sư. Trong chùa, có khi các nhà sư ngồi trên bệ cao để nguyên tắc này được thực thi.

## Hôn nhân

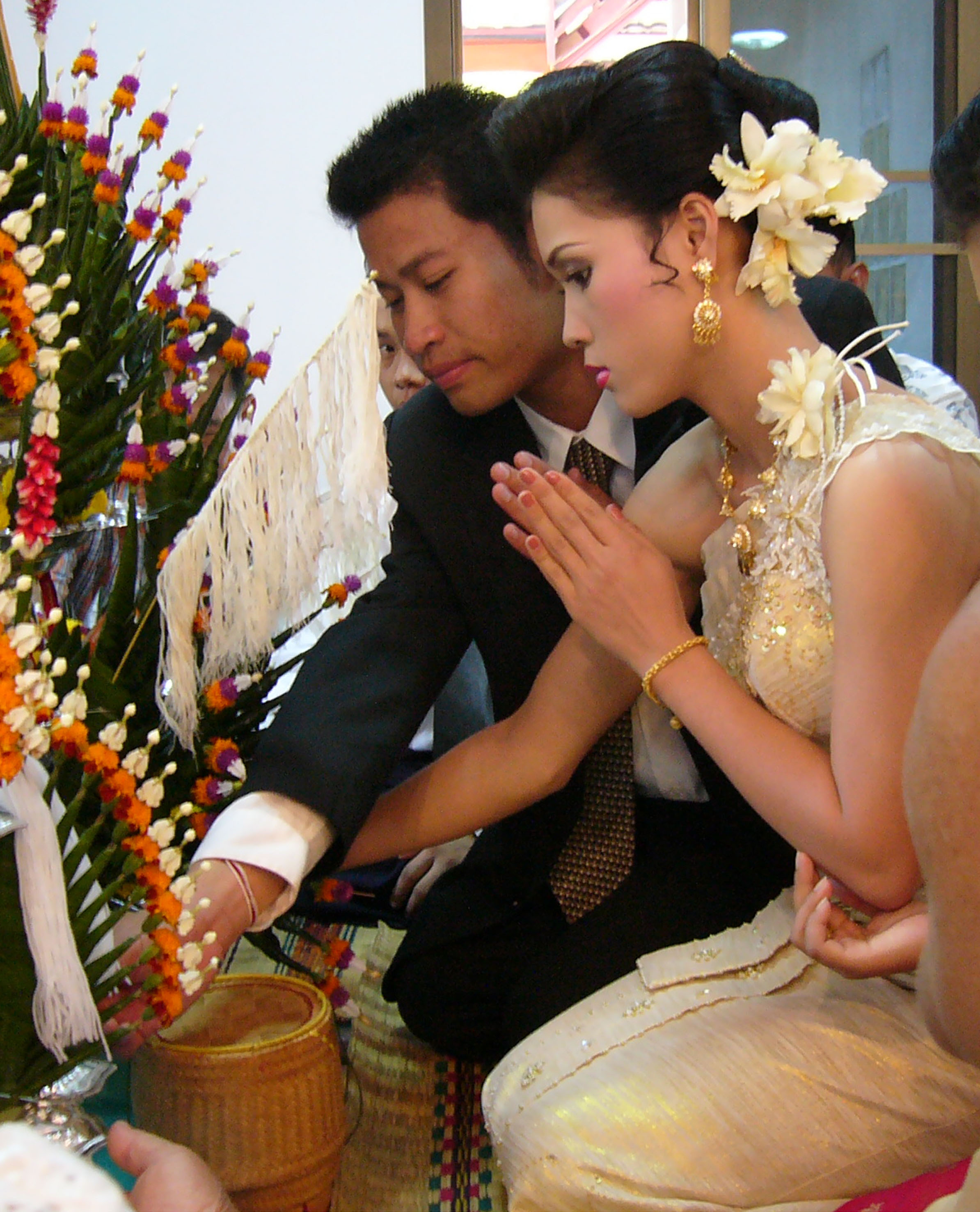
Một đám cưới ở Thái Lan

### Hôn lễ truyền thống
Theo nghi thức cưới hỏi truyền thống, trong lễ cưới của người Thái thường nhà trai phải 3 lần làm lễ đi hỏi vợ. 
Lần thứ nhất gọi là lễ chạm ngõ, lần thứ hai là lễ ăn hỏi: ở lần này, lễ vật mang theo chủ yếu là trầu cau. Lần thứ ba là lễ đón vợ: vào ngày lễ này, nhà trai dậy sớm mổ trâu bò, chuẩn bị các lễ vật đem sang nhà gái bao gồm: lợi, gạo nếp, rượu, gà, cá, tôm bỏ trong giỏ nan đan bằng nứa, ống tre đựng thịt (phải chọn thịt nạc ướp cùng muối), nhồi vào ống tre để khao họ hàng bên ngoại, không thể thiếu trầu cau.
Cũng trong lễ đón vợ, nhà trai còn mang đến món lạp cá. Đây là món thể hiện sự khéo léo, tài giỏi của người con trai. Nếu là chàng rể tài giỏi bao giờ cũng bắt được cá to dưới con sông, con suối. Cá được đem về để khô, thái thành lát rồi nhồi vào ống vầu, ống nứa. Sau 1 tuần, cá sẽ có vị chua dịu, thơm ngon. Phía nhà gái sau khi được nếm thử món lạp cá cũng có thể đoán được chàng rể có phải là “cái cây to”, là “thân gỗ chắc” cho con gái mình leo dây, bén rễ hay không.
Phía nhà gái cũng có số người tương ứng, trong đó có hai thiếu nữ làm phù dâu, thường là bạn thân của cô dâu. Đồ sính lễ búi tóc được bố mẹ chồng đưa sang thường gồm: hai búi tóc độn, châm cài tóc bằng bạc, vải trắng tự dệt, vải thổ cẩm, thắt lưng và tiền. Tặng phẩm của bố mẹ trao cho con gái trong lễ búi tóc gồm: vải trắng tự dệt, vải thổ cẩm, tiền, một cái lược, một bát nước lã,...
Đám cưới của người Thái thường diễn ra trong hai lần. Lần thứ nhất, nhà trai, nhà gái đều có mặt đông đủ. Ngoài chú rể, nhà trai còn mang theo ông mối đến nhà gái. Tất cả mọi người lưu lại nhà gái trong một ngày rồi ra về. Riêng chú rể được ở lại thêm 2 ngày đến 1 tuần. Sau đó, nhà gái đưa cô dâu đến ở lại nhà trai trong khoảng thời gian tương ứng. Trong khoảng thời gian này, cha, mẹ hai bên đều có cơ hội hiểu biết về con dâu, con rể tương lai của mình.
Nghi lễ ở lần cưới thứ nhất, cô dâu, chú rể chỉ bái cha, mẹ. Lễ cưới lần hai được tổ chức sau đó 1 - 2 năm. Trong lần cưới trọng đại này, cô dâu, chú rể được mặc lễ phục truyền thống đẹp nhất như pha nung, xửa pạt, chang kben,...
Đây cũng là lúc cô dâu mang về nhà chồng những tấm chăn nệm mà mình đã kỳ công dệt từ khi còn con gái. Đám cưới được tổ chức trong ba ngày liên tiếp, tất cả cùng nhau ăn uống, nhảy sạp, múa lăm vông, hát luk thung,... tưng bừng. Đồng thời, đôi trai gái chính thức trở thành chồng vợ và về sống với nhau.Khác với lễ cưới truyền thống, lễ cưới của người Thái ngày nay đã có nhiều thay đổi, ảnh hưởng và có sự giao thoa trong văn hóa cưới hỏi. Nghi thức cưới truyền thống đã không còn tổ chức cầu kỳ, tốn kém. Lễ hỏi và lễ cưới thường được tổ chức gộp một lần...

### Hôn lễ theo đạo Phật
Hôn lễ giữa những người Thái theo đạo Phật thường được tổ chức làm 2 phần: làm lễ theo nghi thức đạo Phật- gồm có tụng kinh của những người cầu nguyện, dâng thức ăn và các đồ lễ khác lên đức Phật và các sư và nghi thức khác có truyền thống dân gian tập trung vào hai bên gia đình của đôi uyên ương.
Thời xưa, việc các sư Phật giáo tham dự vào các nghi lễ của các một đám cưới không được phổ biến. Vì các sư thường được mời tới dự lễ tang liên quan đến cái chết, sự hiện diện của họ tại đám cưới (liên quan đến sự sinh sôi nảy nở, cụ thể là sự sinh sản) là một điềm xấu. Đôi uyên ương thường muốn được ban phúc lành ở một ngôi chùa gần nhà trước hoặc sau lễ cưới, và thường hỏi xin lời khuyên của một nhà sư về tử vi để chọn ngày giờ thích hợp cho đám cưới. Phần không theo nghi thức Phật giáo thường diễn ra ngoài chùa vào một ngày khác.
Ngày nay, các cấm kỵ đã được nới lỏng. Không phải là không phổ biến việc tổ chức hai phần nghi lễ trên chung một ngày, hoặc ngay cả là tổ chức đám cưới trong chùa. Tuy rằng sự phân chia làm hai phần này vẫn còn, nhưng các nghi lễ đã giản tiện đi, trong các đám cưới theo kiểu dịch vụ, các sư chỉ có mặt khi bắt đầu phần nghi lễ đạo Phật và ăn trưa sau khi kết thúc.
Trong phần nghi lễ Phật giáo, đầu tiên, đôi uyên ương lễ Phật Tất-đạt-đa Cồ-đàm rồi đến các vị Phật khác và tụng kinh Tam bảo và Ngũ giới và đốt hương và nến trên bàn thờ. Sau đó, hai bên cha mẹ được mời tới để kết nối đôi trẻ bằng cách đặt lên đầu cô dâu chú rể một vòng dây hoặc chỉ đôi để nối cuộc đời họ với nhau. Tiếp theo, cô dâu chú rể sẽ dâng thức ăn, hoa, thuốc cho các nhà sư đang có mặt ở đó. Lễ tiền (thường được đặt trong phong bì) cũng được dâng lên chùa vào thời điểm này.
Các sư tháo một đoạn chỉ đã được một nhóm các nhà sư cột vào tay cô dâu chú rể từ trước. Sau đó, các sư tụng một chuỗi các Kinh bằng tiếng Pali để mang điềm lành và ban phúc cho đôi vợ chồng mới cưới. Vòng chỉ được nối với sư cả, cũng có thể được nối tiếp vào một bình nước đã được thanh lọc để dùng cho buổi lễ. Điềm lành được tin rằng sẽ truyền qua sợi chỉ và được nước mang đi, một nghi thức tương tự cũng được dùng để truyền điềm lành trong nghi lễ đám tang, cũng là một bằng chứng cho thấy việc nới lỏng những kiêng kỵ của việc pha trộn nghi thức tang lễ với hôn lễ. Ban phúc lành bằng nước và bằng nến sáp nhỏ giọt được thực hiện trước mặt tượng Phật, và cao và các thảo mộc được chấm lên trán của cô dâu chú rể thành một đốm nhỏ, tương tự như cách điểm nhãn Bindi bằng son đỏ của những người sùng đạo Hindu. Dấu trên trán cô dâu được tạo nên bởi đầu mẩu nến hơn là bởi ngón tay cái của nhà sư, điều này để đảm bảo tuân theo Luật tạng chống lại việc chạm vào phụ nữ.
Sư cả thường được mời lên để nói vài lời với đôi uyên ương, những lời dặn dò hoặc khích lệ. Đôi trẻ có thể dâng thức ăn cho sư. Đến đây, nghi lễ Phật giáo kết thúc.
Quy tắc tặng của hồi môn Thái được gọi là Sin Sodt. Theo truyền thống, chú rể phải trả một khoản tiền cho nhà gái, để đền bù công lao nuôi dạy cô dâu và để thể hiện khả năng tài chính của chú rể có thể chăm lo được cho cô dâu. Thông thường, khoản tiền này chỉ là tượng trưng, và thường được đưa lại cho đôi vợ chồng trẻ sau lễ cưới.
Phần nghi lễ tôn giáo của đám cưới của người Thái theo Hồi Giáo rất khác với những gì đã trình bày ở trên. Giáo chủ của thánh đường gần nhà, chú rể, cha của cô dâu, những người đàn ông trong gia đình và những người đàn ông quan trọng khác trong cộng đồng ngồi thành một vòng tròn suốt buổi lễ được chủ trì bởi giáo chủ. Tất cả phụ nữ, bao gồm cô dâu, ngồi trong một phòng riêng và không tham gia trực tiếp vào buổi lễ. Phần thế tục của đám cưới, tuy vậy, thường lại gần giống như đám cưới của người theo đạo Phật. Điểm khác biệt đáng chú ý nhất là loại thịt được đưa ra mời khách là thịt dê hoặc bò, thay vì là thịt heo. Người Thái Hồi Giáo, thường, dù không phải luôn luôn, theo các quy chuẩn về của hồi môn của người Thái.

## Đám tang

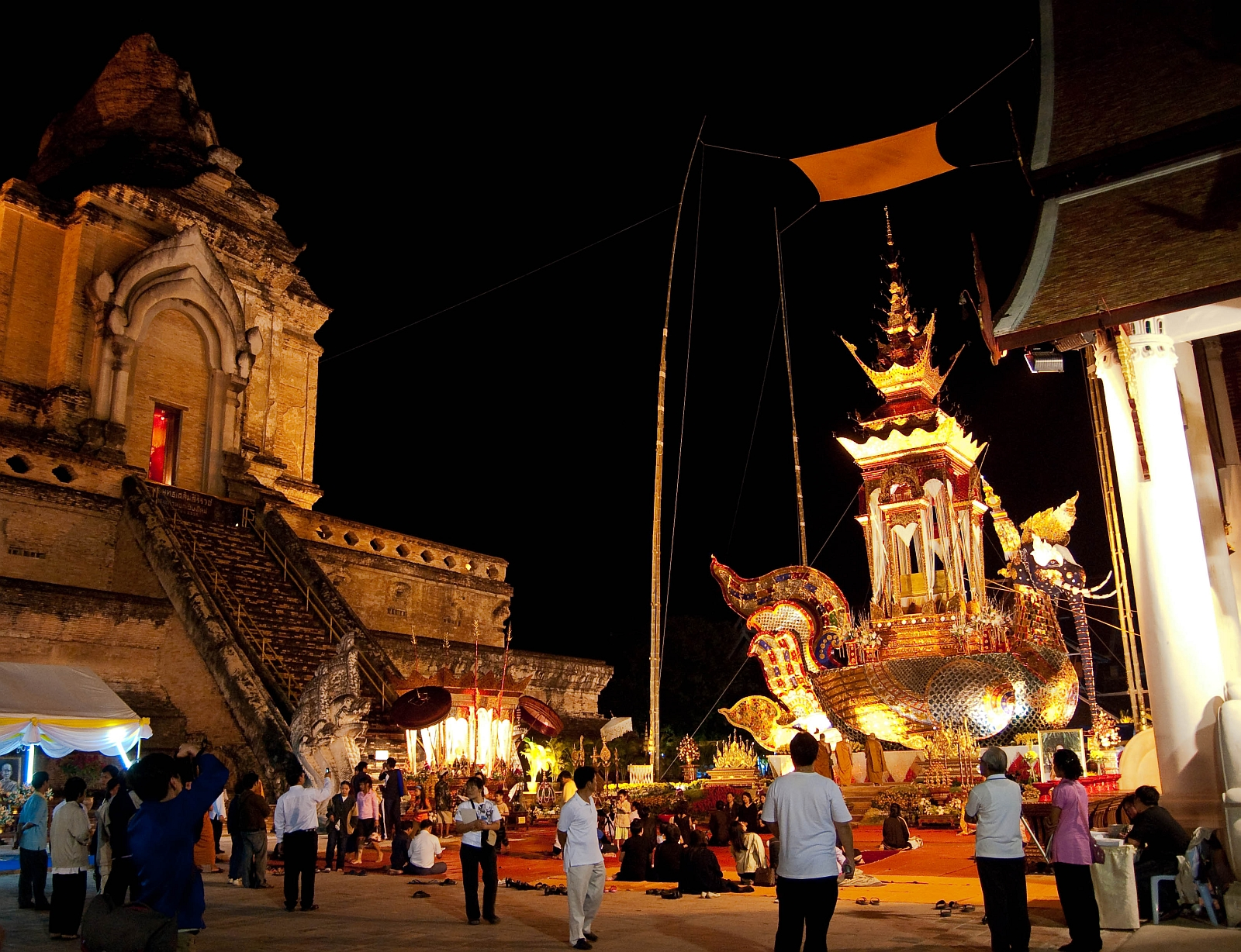
Một buổi hỏa táng Chan Kusalo, the vị tộc trưởng- trưởng tu ở miền Bắc Thái Lan

Theo truyền thống, đám tang kéo dài trong 1 tuần. Khóc lóc không được khuyến khích trong đám tang để mà không làm bận lòng linh hồn vừa mới qua đời. Nhiều nghi thức của đám tang được thực hiện để nêu bật công đức của người mới mất. Các bản kinh Phật được in ra với tên người đã khuất và các đồ lễ được dâng lên chùa. Các sư được mời đến lễ cầu siêu để ca ngợi công đức người vừa qua đời, cũng như là để bảo vệ gia chủ chống lại việc linh hồn người chết quay trở và trở thành ma ác. Một tấm hình của người mới mất chụp vào lúc họ rạng rỡ nhất được đặt gần quan tài. Thông thường, trong buổi tụng kinh, các nhà sư nắm một cuộn chỉ, cuộn chỉ này được nối với thi hài hoặc quan tài; cuộn chỉ này dùng để gửi những điều tốt đẹp từ nhà sư đến người đã khuất. Thi hài được hỏa táng và hài cốt được đặt trong một cái tháp ở một ngôi chùa gần nhà. Tuy nhiên, người Hoa thiểu số lại có tục chôn người đã mất.

## Ngày lễ
Các dịp lễ quan trọng trong văn hóa Thái gồm có Tết Năm Mới Thái hay còn gọi là Songkran, được chính thức công nhận là vào ngày 13 đến 15 tháng 4 hàng năm. Ngày lễ này rơi vào mùa khô, thuộc vào mùa nóng trong năm ở Thái Lan nên luôn có tục té nước rất huyên náo. Tục té nước bắt nguồn từ nghi thức tắm tượng Phật và vẩy nước thơm lên tay người già. Một ít bột thơm cũng được dùng trong nghi thức tắm rửa hàng năm. Nhưng trong những thập kỷ gần đây, việc sử dụng nước được tăng cường với đủ loại vòi, xô, súng bắn nước, ống xả nước và một lượng lớn bột.
Một lễ hội khác là Loi Krathong được tổ chức vào 12 ngày rằm theo âm lịch Thái. Dù rằng không phải là kỳ nghỉ lễ chính thức theo quy định của Chính phủ, nó vẫn là một mỹ tục, mà "loi" có nghĩa là "thả trôi" và "krathong" nghĩa là một cái bè nhỏ, theo truyền thống được làm từ một khúc thân cây chuối, được trang trí bằng các lá chuối được xếp gấp tỉ mỉ, hoa, nến, hương...Việc thả đèn này là biểu tượng của việc để cho những hận thù, giận dữ và sự ô uế trôi đi để mà người ta có thể bắt đầu bước tiếp cuộc đời họ một cách thanh sạch hơn.

## Kiến trúc
Có hai dạng kiểu nhà ở chính của Thái Lan bao gồm nhà truyền thống và nhà hiện đại:

## Biệt danh
Người Thái thường có một, hoặc thỉnh thoảng cũng có nhiều biệt danh ngắn (tiếng Thái:ชึ่อเล่น, nghĩa là "tên gọi chơi") thường được sử dụng trong gia đình và với bạn bè. Thường thì đầu tiên các tên này được đặt bởi bạn bè hoặc các thành viên lớn tuổi trong nhà và thường có một âm tiết (hoặc worn down from two syllables to one). Dù chúng là dạng rút gọn đơn giản hơn của tên họ đầy đủ nhưng thường chúng không có mối liên hệ nào vào tên đầy đủ của chính người đó, mà lại là các từ hài hước hoặc không có nghĩa. Thường thì các tên gọi này là tên những thứ giá trị thấp kém, ví dụ như "Bẩn" để thuyết phục các vị thần ác rằng đứa trẻ không đáng để họ để mắt tới. Các biệt danh phổ biến (và không có nghĩa) gồm Ú, Ủn, Tí, Ếch, Chuối, Xanh hoặc là Gái/Cu. Hiếm hơn là các trường hợp trẻ em Thái được đặt tên theo vị trí của chúng trong gia đình (ví dụ: Cả, Hai, Ba...). Đôi khi, tích hữu ích của biệt danh là ở chỗ nó tương đương với tên Thái chính thức, đặc biệt đối với người Thái gốc Hoa với các tên rất dài vì là phiên âm từ tiếng Hoa sang âm Thái tương ứng hoặc đối với người Thái với những tên tiếng Phạn dài dòng. 

## Notes and chú thích
1. ↑  "ละครเย็น...ขุมทรัพย์ใหม่ "วิก3" ขึ้นค่าโฆษณาพรวด". Prachachat (bằng tiếng Thái). ngày 24 tháng 8 năm 2012. Truy cập ngày 24 tháng 5 năm 2017.
2. ↑  Thái Lan - Việt Nam, phim hợp tác đầu tiên. Tiền Phong (số 30). ngày 26 tháng 7 năm 1988. tr. 1.{{Chú thích sách}}:  Quản lý CS1: năm (liên kết)
3. ↑  "CIA World Factbook: Thailand". Central Intelligence Agency. ngày 8 tháng 2 năm 2007. Bản gốc lưu trữ ngày 29 tháng 12 năm 2010. Truy cập ngày 7 tháng 3 năm 2007.
4. ↑  Philip Cornwell-Smith: Very Thai, page 182. River Books, 2005.
5. ↑  "Buddhist eLibrary::". Bản gốc lưu trữ ngày 5 tháng 6 năm 2016. Truy cập ngày 25 tháng 9 năm 2015.
6. ↑  Philip Cornwell-Smith: Very Thai, page 184. River Books, 2005.
7. ↑  Wilson, Ara (2004). Intimate Economies of Bangkok: Tomboys, Tycoons, and Avon Ladies in the Global City. Berkeley and Los Angeles: University of California. ISBN 9780520239685.